# Adiantum reniforme
Adiantum reniforme is een varen uit de lintvarenfamilie (Pteridaceae) die voorkomt in subtropische en tropische streken van Macaronesië, Afrika en Oost-Azië. Ondanks zijn wijde verspreiding resten enkele lokale populaties.

## Naamgeving enetymologie
- Engels: Lotusleaf Maidenhair Fern

De botanische naam Adiantum is afgeleid van het Oudgriekse 'ἀδίαντος', adiantos (niet-bevochtigd), vanwege de waterafstotende blaadjes. De soortaanduiding reniforme komt van het Latijnse 'ren' (nier) en 'forma' (vorm), naar de vorm van de blaadjes.

## Kenmerken

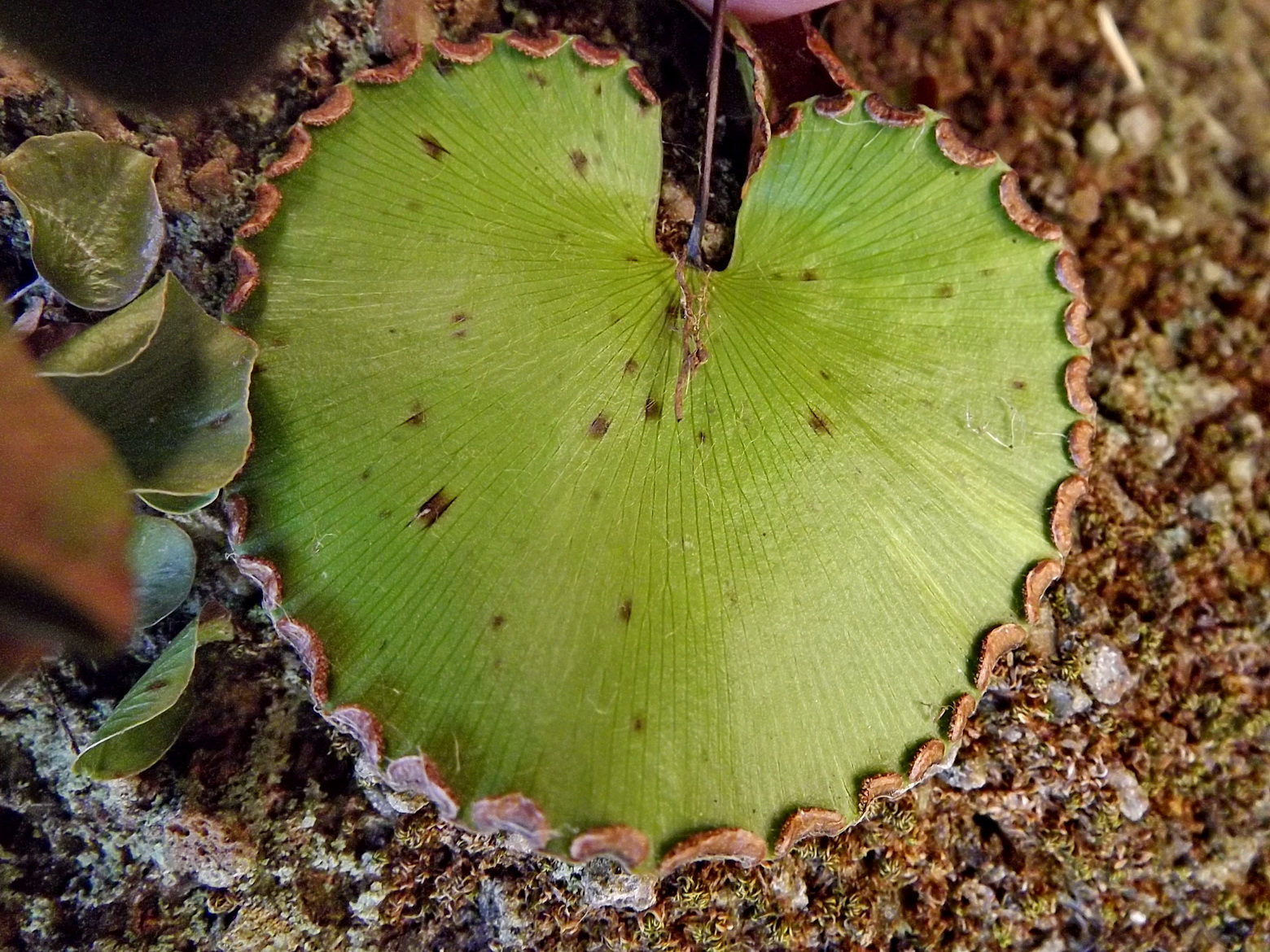
sporenhoopjes op de onderkant van het blad

Adiantum reniforme is een varen met korte, met smalle lancetvormige schubben bezette rizomen, waaruit een bosje tot 30 cm lange bladen ontspringen. De bladstelen zijn zwart tot donkerbruin en langer dan de bladschijf zelf.
De bladschijf is ongedeeld, lederachtig, grasgroen, niervormig tot bijna rond, tot 8 cm in diameter, aan de steel diep ingesneden, de bladrand gaaf of licht gelobd. De nerven verlopen hand- of waaiervormig. De bovenzijde van het blad is meestal glad, de onderzijde wollig behaard, maar bij sommige variëteiten is het hele blad behaard. De blaadjes overlappen elkaar dakpansgewijs.
De sporenhoopjes zijn klein, boon- tot niervormig, en liggen dicht naast elkaar of in een doorlopende band langs de rand van de onderzijde van de bladen. Er is geen echt dekvliesje, maar een pseudo-indusium gevorm door uitstulpingen van de bladrand.

## Habitat
A. reniforme is een terrestrische varen die vooral groeit op rotsen en oude muren in schaduwrijke, vochtige, subtropische bossen, zoals in de altijdgroenblijvende Laurisilva of laurierbossen in Macaronesië, en in koele montane regenwouden zoals op de Kilimanjaro in Oost-Afrika. Ook in China prefereren ze koele, vochtige valleibossen.

## Verspreiding en voorkomen
A. reniforme komt van nature voor in subtropische en tropische streken van Macaronesië (Madeira, de Canarische Eilanden, de Kaapverdische Eilanden en de Azoren), Zuid- en Oost-Afrika, Madagaskar, Réunion en Mauritius, en de vallei van de Yangtze tussen de provincies Sichuan en Hubei in China.
Het wijde maar onderbroken verspreidingsgebied van deze varen wijst erop dat het een oude soort betreft, die oorspronkelijk in één aaneengesloten gebied voorkwam, van Macaronesië in het westen tot China in het oosten. Ten gevolge van de Kwartaire ijstijden zijn zij echter teruggedrongen tot de huidige vindplaatsen.

## Taxonomie
Het ontbreken van elk contact tussen de verschillende populaties heeft er ondertussen voor gezorgd dat er tot zes plaatselijke variëteiten konden ontstaan, met duidelijke onderscheidende morfologische kenmerken:
- A. reniforme var. reniforme, de nominaat, komt voor op alle eilanden van Macaronesië (Madeira, de Canarische Eilanden, de Kaapverdische Eilanden en de Azoren);
- A. reniforme var. pusillum Bolle (1863) is een dwergvorm endemisch voor Macaronesië, komt voor op alle eilanden met uitzondering van Lanzarote en Fuerteventura (Canarische eilanden) en Porto Santo (Madeira);
- A. reniforme var. asarifolium (Willd.) R.Sim (1915), een zeldzame, zeer behaarde variëteit met zwarte bladranden en grote sporenhoopjes, komt voor op de eilanden Madagaskar, Mauritius en Réunion en in Zuid- en Oost-Afrika;
- A. reniforme var. hydrocotyloides Cordem. (1891), endemisch voor Réunion;
- A. reniforme var. crenatum Baker (1890), endemisch voor Madagaskar;
- A. reniforme var. sinense Y.X.Ling (1980), een dwergvorm endemisch voor de vallei van de Yangtze in China, waar nog slechts vier kleine populaties resteren.

A. capillus-veneris (Echt venushaar) · A. cuneatum · A. diaphanum (Smal venushaar) · A. hispidulum · A. macrophyllum · A. pedatum (Hoefijzervaren) · A. peruvianum · A. raddianum (Fijn venushaar) · A. reniforme · A. tenerum · A. trapeziforme · A. venustum · A. viridimontanum · ...